# A Question of Seconds
A Question of Seconds è un cortometraggio muto del 1912. Il nome del regista non viene riportato nei credit del film che, prodotto dalla Edison, ha come interprete principale Mary Fuller.

## Trama
Hardwell, un giovane ingegnere incaricato dei lavori di una linea ferroviaria, si innamora di Bonita, la figlia di un proprietario terriero. La ragazza, però, è concupita anche da Haligo Laderez, un ricco messicano, che vuole sbarazzarsi del rivale americano. Prima sobilla gli operai a scioperare per fermare i lavori della ferrovia, poi giunge a tentare di ucciderlo. Proprio quando lo ha intrappolato in mezzo alle rocce e sta per farlo saltare per aria con dell'esplosivo, giunge Bonita insieme allo sceriffo. I messicani si danno alla fuga e i due giovani innamorati ottengono la benedizione del padre di Bonita alle nozze.

## Produzione
Il film fu prodotto dalla Edison Company.

## Distribuzione
Distribuito dalla General Film Company, il film - un cortometraggio di 236 metri - uscì nelle sale cinematografiche statunitensi il 13 gennaio 1912. Nelle proiezioni, veniva programmato con il sistema dello split reel, accorpato in un'unica bobina con un altro cortometraggio prodotto dalla Edison, il documentario St. Johns, Newfoundland, and Its Surroundings.